# Toboly
Toboly (ukrainisch Тоболи; russisch Тоболы, polnisch Toboły) ist ein Dorf im Nordosten der ukrainischen Oblast Wolyn mit etwa 1100 Einwohnern (2001).

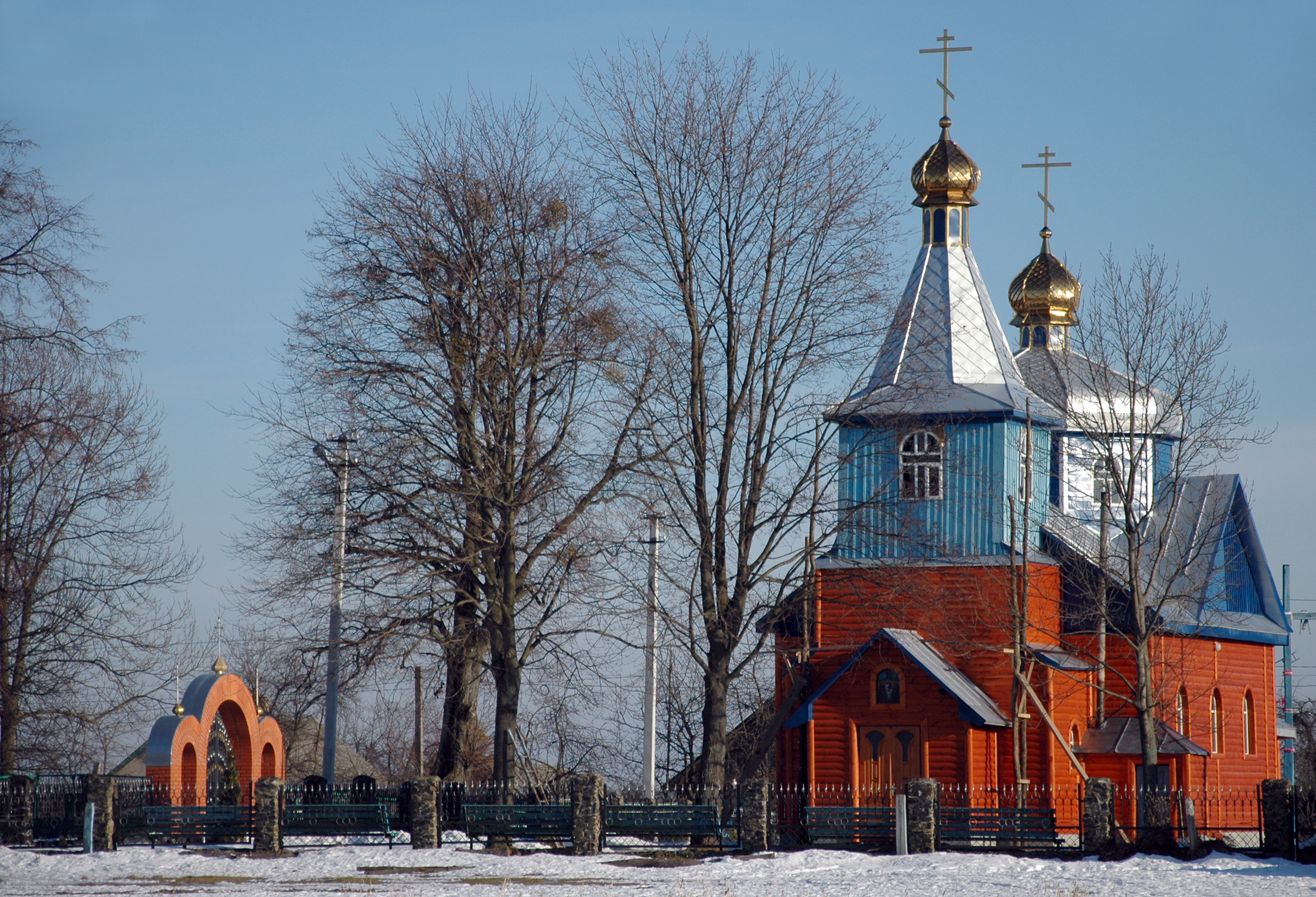
Dreifaltigkeitskirche in Toboly

## Geografie
Am 12. Juni 2020 wurde das Dorf ein Teil der neugegründeten Landgemeinde Prylisne, bis dahin bildete das Dorf zusammen mit dem Dorf Stari Tscherwyschtscha (Старі Червища) die Landratsgemeinde Toboly (Тоболівська сільська рада/Toboliwska silska rada) im Osten des Rajon Kamin-Kaschyrskyj.
Die Ortschaft liegt auf 159 m Höhe am Ufer des Stochid, einem Nebenfluss des Prypjat, 40 km östlich vom Rajonzentrum Kamin-Kaschyrskyj und 115 km nördlich vom Oblastzentrum Luzk.
Durch das Dorf verläuft die Regionalstraße P–14.
Nördlich von Toboly beginnt das Ramsar-Gebiet der Stochid-Flussauen.

## Geschichte
Während des Ersten Weltkrieges fanden im August und September 1916 im Zuge der Brussilow-Offensive heftige Kämpfe zwischen russischen und bayerischen Truppen in der Ortschaft statt. Das an der Front gelegene Dorf brannte vollständig nieder.
Bei und südlich von Toboly nahmen deutsche und österreichisch-ungarische Truppen am 3. April 1917 einen 8 Kilometer breiten russischen Brückenkopf auf dem westlichen Ufer des Stochid. Bei dem Stochód-Unternehmen fielen 130 Offiziere und über 9500 Soldaten. Es wurden 15 Geschütze und 15 Maschinengewehre erbeutet.